# 잠바 (음식)

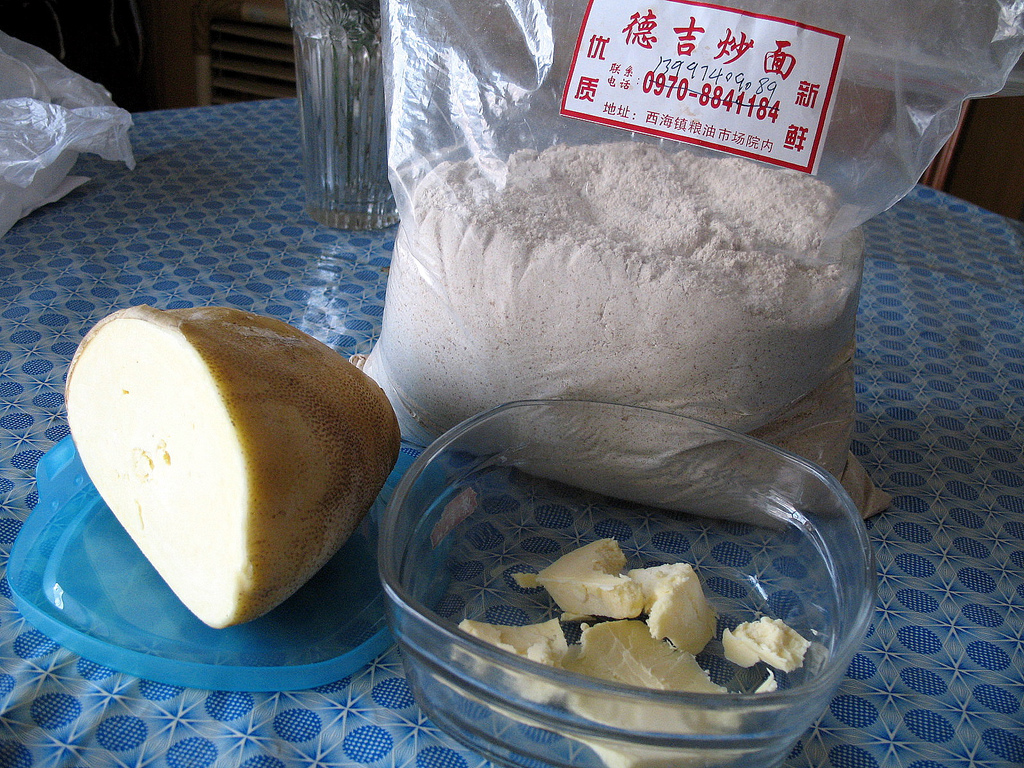
잠바

참파 또는 잠바(티베트문: རྩམ་པ་, 와일리: rtsam pa; 중국어: 糌粑, 병음: zānbā)는 티베트와 히말라야 지역의 주식으로, 북부 네팔 일부에서도 널리 소비된다. 참파는 주로 볶은 가루로 만들어지며, 보리가루가 일반적이지만 때로는 밀가루나 모란씨 가루로도 준비된다. 티베트에서는 버터차와 섞어 먹는 것이 일반적이다. 투르키스탄과 몽골에서도 참파가 소비되며, 이 지역에서는 잠바(zamba)로 알려져 있다.

## 개요
티베트인의 주식으로 하루에 3회 정도 먹는다. 일년 내내 먹을 수 있는 저장 음식이기도 하다. 유목 생활을 하는 티베트인은 가루로 한 것을 양의 가죽 부대에 보관, 휴대하고 있다.

## 전통 행사
티베트에서 달라이 라마의 탄신일에 사람에게 인사하면서 잠바를 뿌리는 풍습이 있어, 흔히 잠바제라고 한다.

## 같이 보기
- 타르하나